# 呉屋秀信
呉屋 秀信（ごや ひでのぶ、1928年4月10日 - 2017年7月4日）は、日本の実業家・慈善活動家。沖縄県西原町出身。
戦後19歳で農機具などを作る鍛冶屋として身を興し、一代で売上高1000億円を超える県内有数の企業グループ、金秀グループを作り上げた。沖縄県経営者協会長や沖縄県工業連合会長などを歴任した。金秀青少年育成財団創設者。

## 概要
1946年に19歳で西原町我謝の自宅庭で農機具を作る鍛冶屋を始める。翌1947年5月に米国統治下沖縄政府から企業免許を受けて、金秀鉄工所（現在の金秀建設）を設立、本格的に農機具の製作販売に乗り出す。鉄製品需要への読みは当たった。鍬、鎌、ヘラ、鍋などが飛ぶように売れた後、金秀鋼材・金秀アルミなどの建設関連会社を次々に立ち上げ、小売業、ホテル、ゴルフ場経営にまで触手を広げ、多角経営を進めながらも同族経営の閉鎖性を克服するために幹部級の人材を外部から積極的に受け入れた。本来の企業活動と産業振興で多くの功績を残していたため、経済人の立場で政治に深く関与し、福祉・文化・スポーツなどの社会事業にも積極的に参加した。県身体障害者福祉協会、首里城復元期成会、那覇大綱挽保存会、県空手道連合会など多くの団体の会長を務めている
保守を自認し、沖縄県内で「信望が厚く、長としての風格があり、カネが集められる人」と評価されていたために知事選挙や国政選挙の保守系候補の選対責任者に度々担がれた。国場幸昌元衆院議員の選対本部長を長く務め、西銘順治が知事選出馬した際に選対事務総長として経済団体を束ね、10年ぶりに県政を革新・左派から奪還成功に導いた。